# Печихвости (Львівський район)
Печи́хвости — село в Україні, у Львівському районі Львівської області.
Чисельність населення становить — 690 чоловік.  Кількість дворів — 193.
У 1989 року чисельність населення — 786 чоловік. Кількість дворів — 209.
Зараз населення становить 683 особи.
1959 рік село електрифіковано. 1983 рік село газифіковано.
У селі є народний дім, ФАП, бібліотека.
У 2017—2018 рр. мешканці села відстоювали інтереси школи, але 2018 р. місцева влада закрила школу.
Церква святого Димитрія православної громади;
Церква Св. Дмитрія православної громади, була колишнім польським костелом, пізніше склад;після сутички між односельчанами які одні відстоювали православ'я та котолицизм і вважали українське православ'я «москалями», і це можна сказати було як кровопролиття біля храму. Пізніше колишню православну церкву яка зараз є під впливом католицизму було віддано їм, місцеві жителі які відстоювали православ'я ходили в сусідні села до церков, але часи змінюються і треба щось міняти і вони вирішили відреставрувати колишній костел. Зараз в наш час можна впевнено сказати, що ми єдина незалежна церква і не можна назвати нас «москалем».
Церква святого Димитрія греко-католицької громади.
Для послуг населення є дві крамниці.
Село розташоване при автодорозі Львів — Луцьк, поряд проходить залізниця.
Жителі села в основному займаються сільським господарством, продукцію везуть збувати на ринки Львова та м. Кам'янка-Бузька.

## Походження назви села
Сучасна офіційна назва населеного пункту Печихвости. За легендою, яку розповідають жителі села, назва населеного пункту виникла ніби від того, що під час походів татар на руські землі біля цього населеного пункту вони зустріли відчайдушний опір і не одержавши матеріальної допомоги, як збоку своїх, так і від місцевих жителів, змушені були відрізати хвости (капиці) в коней, смажити (пекти) їх на вогнищі і їсти. Від слів «пекти» і «хвости» ніби і виникла назва села Печихвости. В Україні така назва зустрічається ще раз у Волинській області.
Зараз село Печихвости належить до Великоколоднівської сільради Кам'янка-Бузького району Львівської області.
Печихвости — це село колишнього Жовківського повіту, яке знаходиться за 25 км на південний схід від Жовкви, 17 км від колишнього повітового уряду в Жовтанцях. На схід від Печихвостів лежить села Чистині і Новий Став, на південний захід — село Велике Колодно, на північ — Дальнич і Дернів. Село лежить у басейні річки Західний Буг.
Посередині села протікає річка Кам'янка, притока річки Західний Буг. Річка Кам'янка входить у село з півдня, з боку села велике Колодно. Тече по короткій поверхні на північ. Розливається у видовжений став, що тягнеться в північно-східному напрямі, вийшовши з того ставу, пливе під назвою Соснівець, у північному напрямку до села Честині. Сільські будинки лежать в північному та південному березі річки. В південній стороні простору знаходиться підвищення висотою 249 м, а на південь від нього — другу, висотою 225 м. На північ від села Печихвости знаходиться змішаний ліс, на місці якого є підгір'я Пісочне, трикутної форми, висотою 237 м. 

## Історія
У 1494—1495 роках львівський староста (Спитек III Ярославський) встановив заставу 100 гривень в суперечці шляхтичів Рафаїла з Сеняви з Павелом Печихойським з Печихвостів.

## Населення

### Мова
Розподіл населення за рідною мовою за даними перепису 2001 року:
| Мова       | Кількість | Відсоток |
| ---------- | --------- | -------- |
| українська | 753       | 100%     |